# Ophelia’s Shadow
Ophelia’s Shadow — четвёртый сольный студийный альбом английской певицы Тойи Уиллкокс, выпущенный в 1991 году.

## Об альбоме
Диск, записанный с участниками King Crimson, ознаменовал очередной стилистический поворот в её карьере — от экспериментального электронного рока (Prostitute, 1988) к прог- и арт-року. Альбом имел успех в США и вошёл в American Import Chart (#12). В 2003 году альбом был перевыпущен на Vertical Species Records, собственном лейбле Тойи Уиллкокс. Из комментариев к СD явствовало, что Ophelia’s Shadow — вторая часть так и не завершенной трилогии, начатой альбомом «Prostitute».

## Список композиций
- «Ophelia’s Shadow» (Beavis/Geballe/Gunn/Willcox)
- «The Shaman Says» (Geballe/Willcox)
- «Brilliant Day» (Beavis/Fripp/Gunn/Willcox)
- «Prospect» (Geballe/Willcox)
- «Turning Tide» (Geballe/Willcox)
- «Take What You Will» (Beavis/Geballe/Gunn/Willcox)
- «Ghost Light» (Beavis/Geballe/Gunn/Willcox)
- «The Woman Who Had An Affair With Herself» (Geballe/Willcox)
- «Homeward» (Geballe/Willcox)
- «Lords Of The Never Known» (Beavis/Gunn/Fripp/Willcox)

### Участники записи
- Тойа Уиллкокс — вокал
- Robert Fripp — гитара
- Tony Geballe — гитара
- Trey Gunn — бас, стик
- Paul Beavis — ударные
- Продюсер — Toyah Willcox